# 若宮八幡社 (大分市)
若宮八幡社（わかみやはちまんしゃ）は、大分県大分市上野町に鎮座する神社である。

## 概要
大分市中心部の南部にある上野丘陵の麓に位置しており、南側で平成20年（2008年）に開通した大分中央幹線道路（都市計画道路庄の原佐野線）に面している。また、西側で大分市立上野ヶ丘中学校に、北側で久大本線の高架線路に接する。

## 沿革
社伝では、建久7年（1196年）6月に大友氏初代当主大友能直が豊前・豊後二国の守護として下向した際、鶴岡八幡宮の分霊を勧請して建立したと伝えられるが、史実は不明である。当初は古河津留（現在の岩田町周辺）に建立されたが、大分川に近く水害に遭ったため、建仁元年（1201年）に現在地の東側に遷座した。天正9年（1581年）から天正14年（1586年）頃の府内を描いたとされる『府内古図』にも、現在地とほぼ同じ位置にこの神社が描かれている。
中世の大友氏館から見て南西（裏鬼門）に位置しており、豊後国の国府が置かれた府内の鎮守として大友氏から代々崇敬を受けた。第1８代当主大友親治による造替、第19代当主大友義長は社殿を再建し、第20代当主義鑑や第21代当主義鎮（宗麟）は修理を行っている。また、祭礼の際には大友氏館から飾り馬を出して行幸に参加した。
明治時代に入ると、明治14年（1881年）6月に南新地（現在の府内町3丁目、府内五番街商店街）に遷座。しかし、発展により周囲が世俗化した上、境内が手狭であったため、大正10年（1921年）7月に現在地に戻っている。なお、府内3丁目の旧地は後に若竹公園となり、さらに公園が移転した後には若竹ビルが建てられている。
平成15年（2003年）には、境内の一部が、新設される大分中央幹線道路（都市計画道路庄の原佐野線）の予定地にかかったため、社殿を改築し境内西側に移した。